# ودو بيترز
ودو بيترز (بالفرنسية: Ludo Peeters)‏ ولد بتاريخ 9 أغسطس 1953 في بلجيكا، هو دراج بلجيكي سابق في صنف سباق الدراجات على الطريق.

## سجل النتائج

### سباقات أو مراحل فاز بها
- طواف فرنسا
- طواف سويسرا

## وصلات خارجية
- الموقع الرسمي

## روابط خارجية
- ودو بيترز على موقع أرشيف الدراجات (الإنجليزية)
- ودو بيترز على موقع إحصائيات الدراجات الإحترافية (الإنجليزية)
- ودو بيترز على موقع CycleBase (الإنجليزية)